# Guadamur
Guadamur település Spanyolországban, Toledo tartományban. Guadamur Toledo, Argés, Casasbuenas és Polán községekkel határos. Lakosainak száma 1782 fő (2024).

## Népesség
A település népessége az utóbbi években az alábbiak szerint változott:
| Lakosok száma | 1599 | 1705 | 1788 | 1828 | 1847 | 1846 | 1802 | 1792 | 1774 | 1782 |
|               | 2001 | 2004 | 2007 | 2009 | 2012 | 2014 | 2017 | 2019 | 2022 | 2024 |